# Myeongil-dong
Myeongil-dong là một dong, phường của Gangdong-gu ở Seoul, Hàn Quốc.

## Lịch sử
Tên Myeongil được đặt theo tên của 'Myeongil-won' trong triều đại Cao Ly vào thế kỷ thứ 10. Myeongil-won là một cơ sở lưu trú và trạm làm nhiệm vụ cho thuê hoặc vận chuyển ngựa cho các quan chức đi công tác. Trong thời hiện đại, Myeongil-dong thực sự là một phần của Myeongil-ri, Gucheon-myeon, Gwangju, Gyeonggi-do, và sau đó được tính vào Seoul vào năm 1963. Thậm chí ngày nay, đường phố Gucheonmyeon-gil vẫn tồn tại. Từ cuối những năm 1970 đến giữa những năm 1980, quy mô lớn nông trại và vườn cây được cải tạo thành một khu phức hợp chung cư khổng lồ được xây dựng bởi Tập đoàn Nhà ở Quốc gia Hàn Quốc (hiện là Tập đoàn Nhà ở & Đất đai Hàn Quốc), Samick, Woosung, Hanyang và Hyundai Engineering & Construction và phát triển như một trong những thị trấn mới ở Seoul, cùng với Mok-dong và Sanggye-dong trong thập niên 1990. Năm 1995, tàu điện ngầm Seoul tuyến 5 đã được liên kết thông qua khu vực này dừng tại ga Godeok, ga Myeongil và ga Gubeundari. Hiện tại, Myeongil-dong nổi tiếng với vị trí của Nhà thờ Giáo hội Trưởng lão Myungsung, E-mart chi nhánh Myeongil, Homeplus chi nhánh Gangdong và khu lân cận của trường Trung học Ngoại ngữ Hanyoung.

## Thông tin khu vực
Mã bưu chính 5 chữ số mới cho Myeongil-dong là 05257.
Mã bưu chính gồm 6 chữ số được sử dụng cho đến năm 2015 là 134-070. 134 là dành cho Gangdong-gu và 070 là dành cho Myeongil-dong.